# Sala de reunions

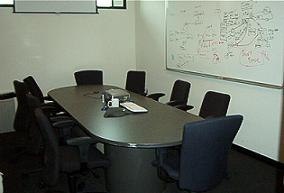
Sala de reunions

Una sala de reunions és una habitació habilitada per a reunions singulars com ara les de negocis. És comú que hi hagi en hotels, grans centres de convencions i centres de negocis. De vegades, altres espais s'adapten per celebrar grans conferències, com pavellons esportius o sales de concerts. El motiu d'externalitzar la contractació d'una sala de reunions resideix generalment en la falta d'espai per acollir els assistents a les instal·lacions de l'organitzador. Generalment, l'establiment proporciona tots els elements necessaris per a la celebració de la reunió: mobles, projectors integrats, il·luminació zenital, equip de so, micròfon sense fils, pantalla, rotafoli, o fins i tot, aparell de televisió i DVD. El nombre de persones que hi cap pot variar d'uns pocs a uns milers. Molts hotels disposen de sales de diferents dimensions i, en major nombre, aquells ubicats al costat d'aeroports i estacions de tren. En elles, es poden donar cita assistents de diversos procedències, minimitzant així les despeses de transport. Moltes sales són modulables variant la seva grandària en funció de les necessitats d'espai per l'obertura o tancament de panells. També és habitual que compten amb sales polivalents que serveixen a diferents propòsits: menjador, sala d'exposicions, etc. Els centres de negocis també lloguen sales de reunions a empreses per dies, setmanes o mesos oferint serveis complementaris com reprografia, enviament de fax o e-mail, trucades gratuïtes, etc.
Les disposicions dels llocs en una sala de reunions poden ser:
- En U. Les taules formen una U deixant oberta la part frontal per al ponent.
- En O. Les taules adopten una configuració tancada de manera que tots els assistents queden en el camp de visió de la resta.
- En teatre. Les cadires es disposen en files orientades cap al lloc on es farà l'exposició.
- En escola. Els assistents es col·loquen com en el cas anterior però tots tenen una taula.

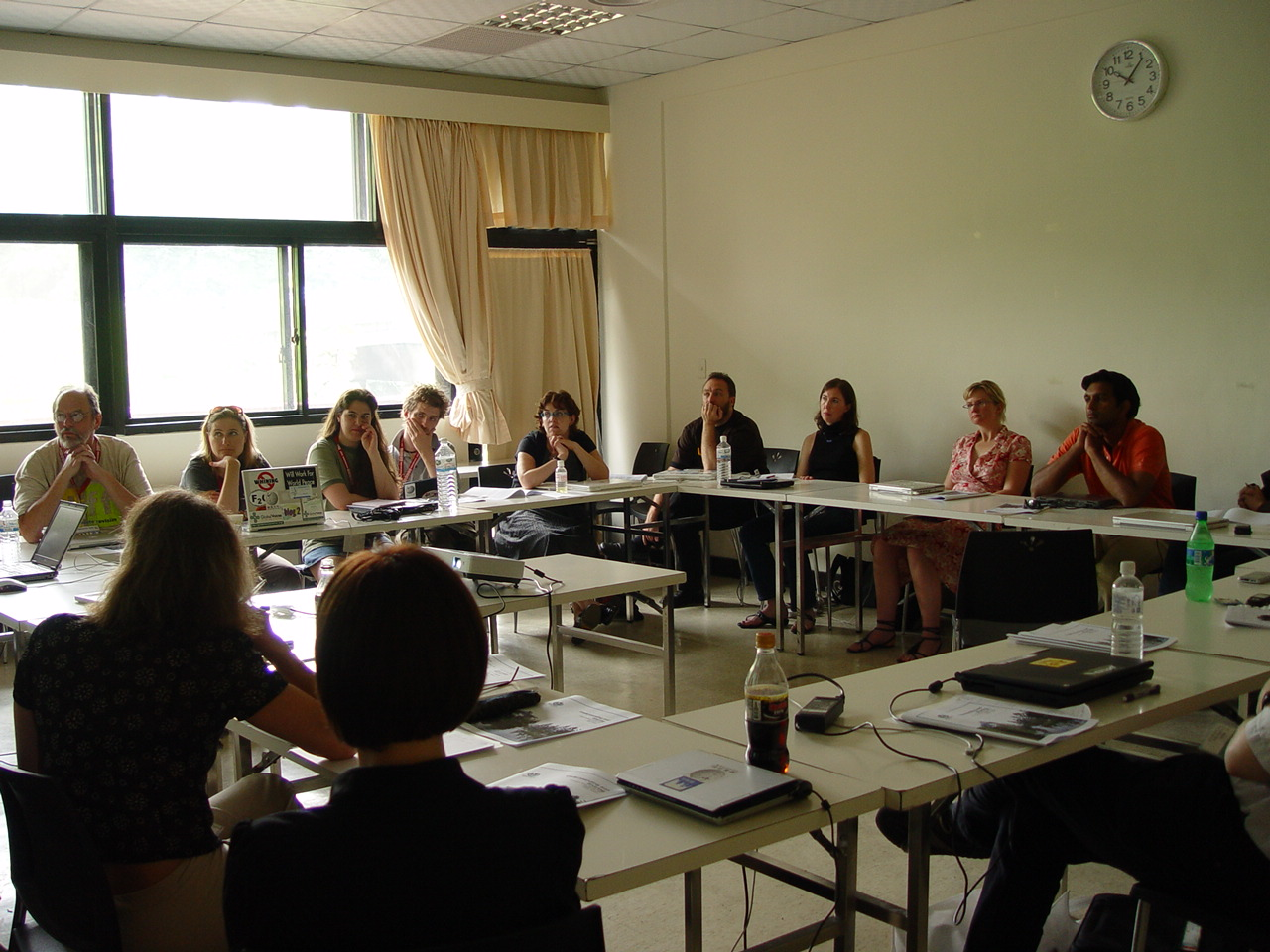
Disposició de la sala a O
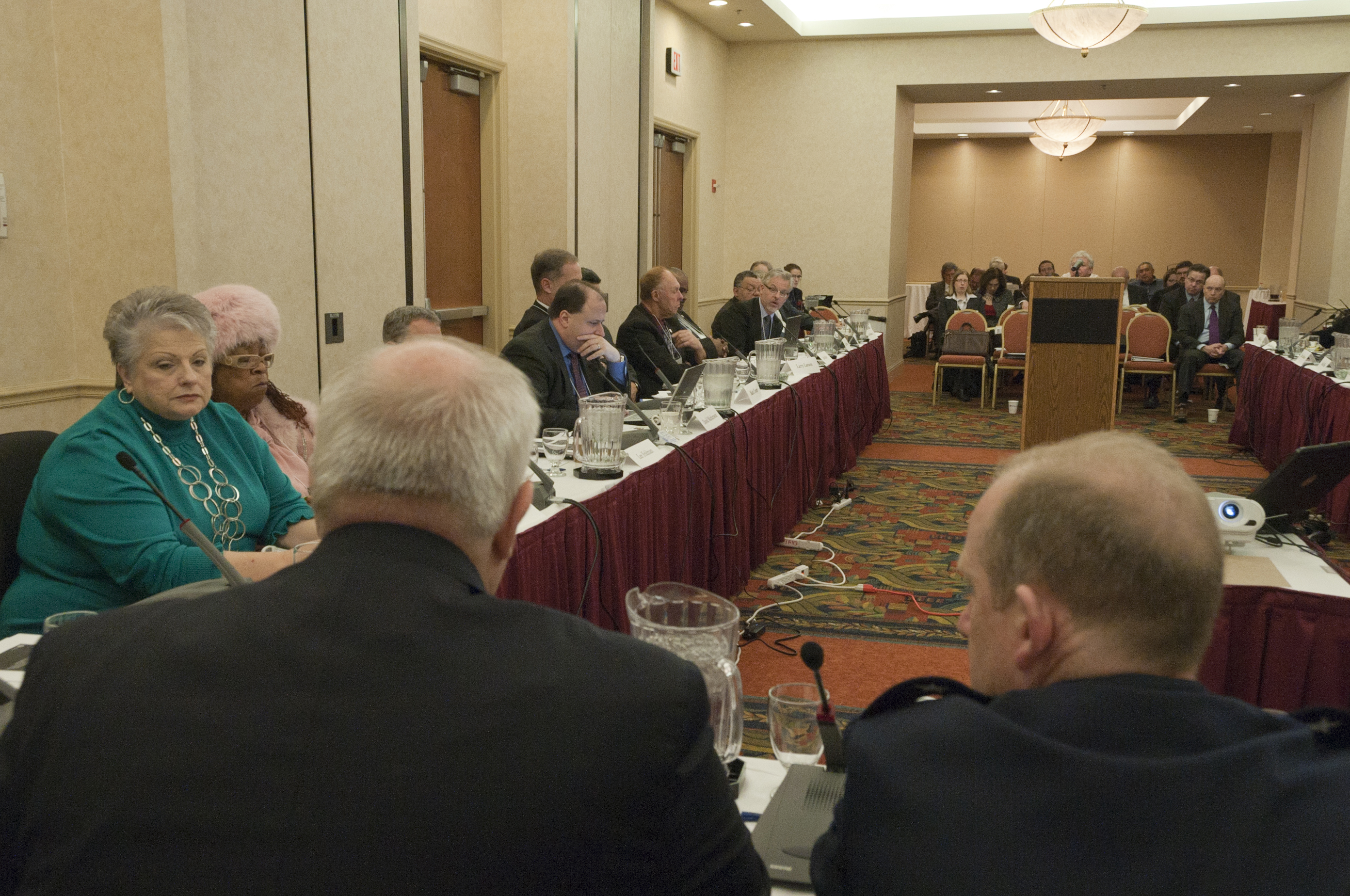
Disposició de la sala en U
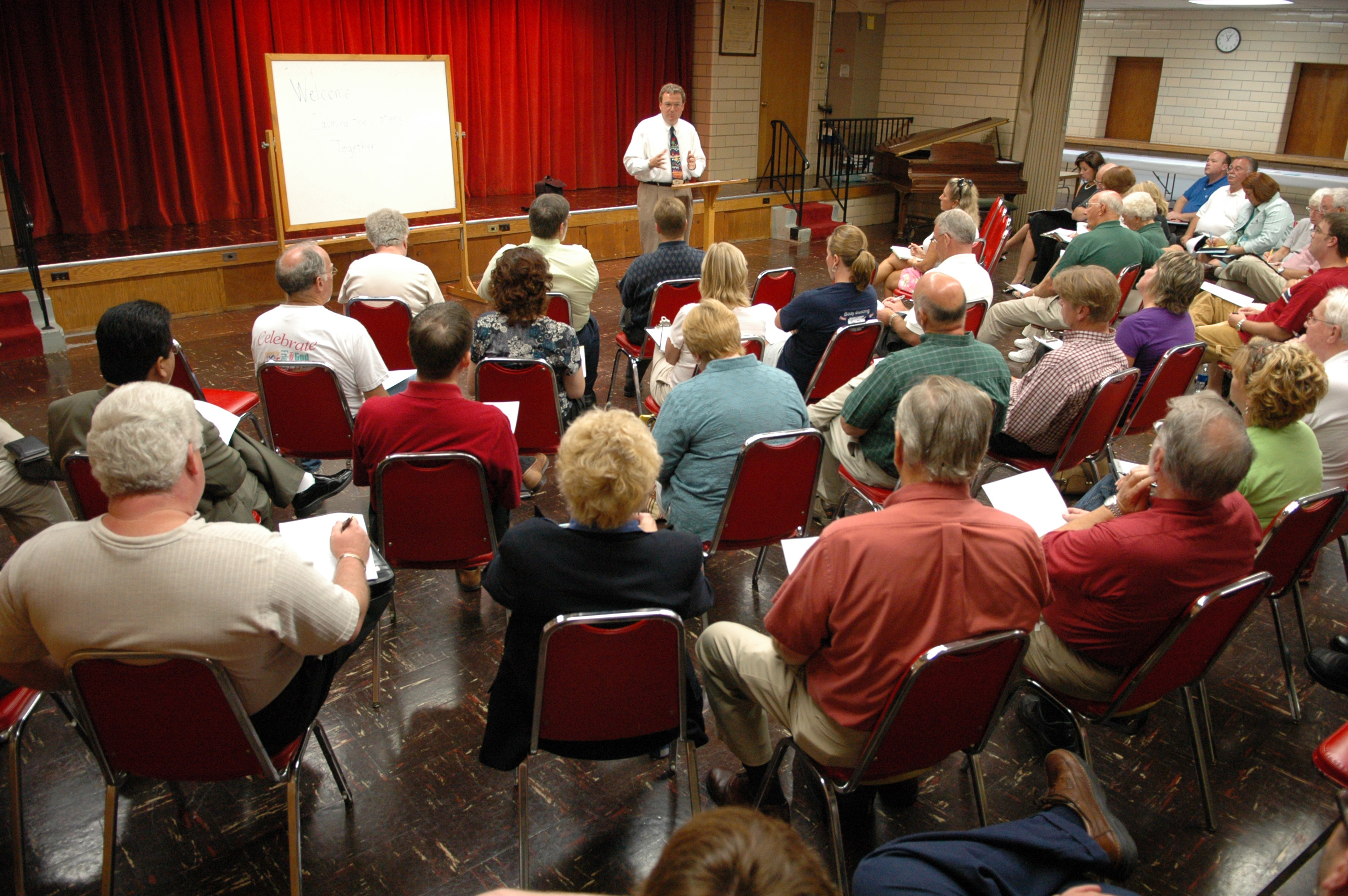
Disposició en teatre
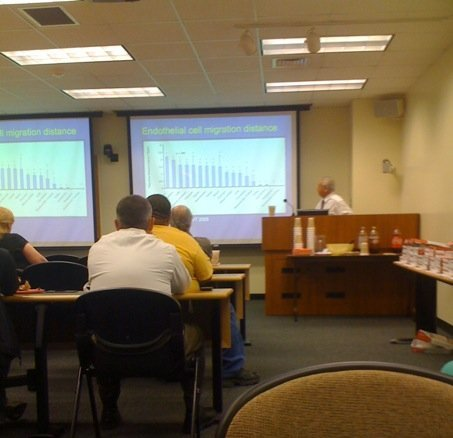
Disposició en escola